# Protokół z Kioto

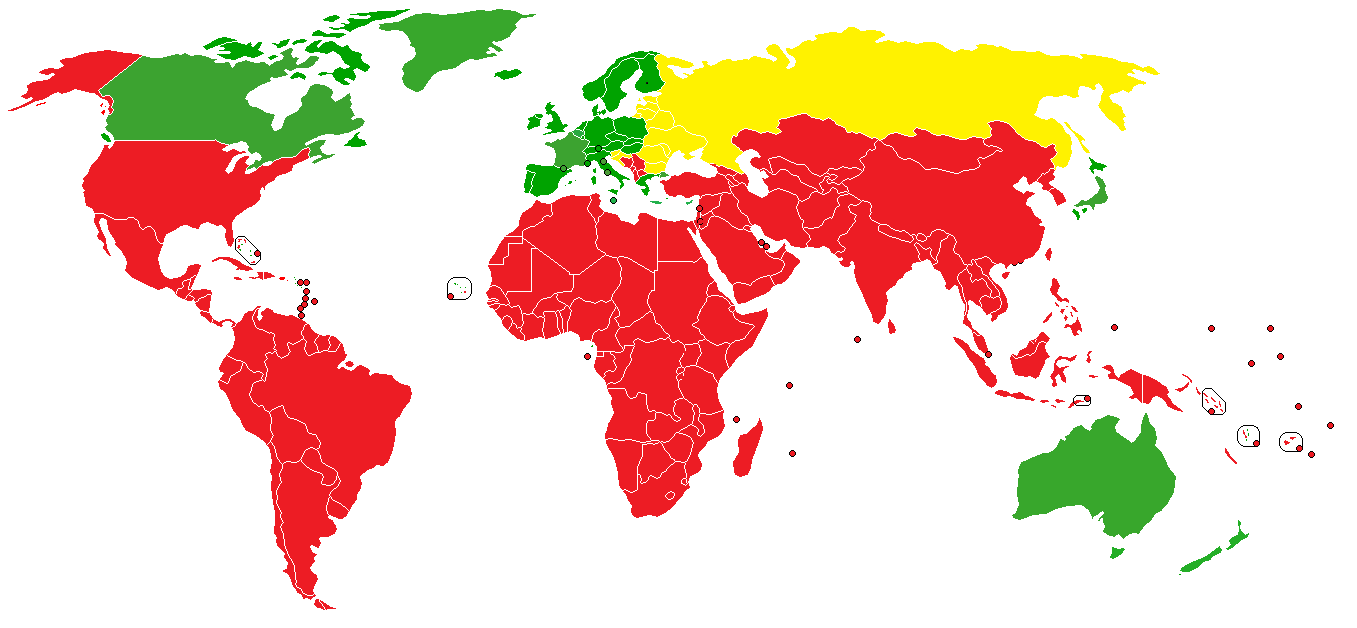
Mapa zobowiązań krajów w kwestii protokołu z Kioto (stan na 2010 r.)

Protokół z Kioto – traktat międzynarodowy uzupełniający Ramową konwencję Narodów Zjednoczonych w sprawie zmian klimatu (United Nations Framework Convention on Climate Change) i jednocześnie międzynarodowe porozumienie dotyczące przeciwdziałania globalnemu ociepleniu. Został wynegocjowany na konferencji w Kioto w grudniu 1997. Traktat wszedł w życie 16 lutego 2005 roku, trzy miesiące po ratyfikowaniu go przez Rosję 4 listopada 2004. Traktat funkcjonujący od 16 lutego 2005 wygasł z dniem 31 grudnia 2012. Unia Europejska, a wraz z nią Norwegia, Islandia, Monako, Szwajcaria i Liechtenstein zrzeszone w Europejskim Obszarze Gospodarczym zobowiązały się przedłużyć swoje zobowiązania wynikające z Traktatu do roku 2020. Zaproponowany przez Komisję Europejską 6 listopada 2013 nowy Traktat w formie poprawki (Doha amendment) do Traktatu z Kioto nie został jeszcze ratyfikowany przez Unię Europejską.

## Postanowienia

### Postanowienia ogólne
Na mocy postanowień Protokołu z Kioto kraje, które zdecydowały się na jego ratyfikację, zobowiązały się do redukcji do 2012 roku własnych emisji o wynegocjowane wartości zestawione w załączniku do traktatu (co najmniej 5% poziomu emisji z 1990 – art. 3 ust. 1) dwutlenku węgla, metanu i tlenku azotu oraz HFC, PFC i SF6 – gazów powodujących efekt cieplarniany. W przypadku niedoboru lub nadwyżki emisji tych gazów sygnatariusze umowy zobowiązali się do zaangażowania się w „wymianę handlową” polegającą na odsprzedaży lub odkupieniu limitów od innych krajów. Jeżeli Protokół z Kioto zostanie w pełni wprowadzony w życie, to przewiduje się redukcję, w wyniku realizacji jego postanowień, średniej temperatury globalnej pomiędzy 0,02 °C a 0,28 °C do roku 2050.
Protokół z Kioto jest prawnie wiążącym porozumieniem, w ramach którego kraje uprzemysłowione są zobligowane do redukcji ogólnej emisji gazów powodujących efekt cieplarniany o 5,2% do roku 2012 w porównaniu z rokiem 1990. Warto jednak zauważyć, że jeżeli wziąć pod uwagę prognozowane wcześniej poziomy emisji gazów cieplarnianych, planowana jest redukcja aż o 29%. Narodowe pułapy obniżania wahają się od 8% dla Unii Europejskiej, poprzez 7% dla USA i 6% dla Japonii, do 0% dla Rosji; możliwy jest wzrost dla Australii o 8% i 10% dla Islandii. Protokół z Kioto jest również uzupełnieniem Ramowej konwencji Narodów Zjednoczonych dotyczącej zmian klimatycznych, przyjętej wcześniej na Szczycie Ziemi w Rio de Janeiro w 1992. Z tego faktu wynika pewne prawne ograniczenie co do możliwości ratyfikacji Protokołu z Kioto – mogą go przyjąć wyłącznie państwa, które uprzednio przyjęły wyżej wymienioną konwencję. W aneksie I UNFCCC wymieniono głównie wysoko rozwinięte kraje świata, według autorów aneksu moralnie odpowiedzialne za obecny stan rzeczy, narzucono im odpowiednie limity oraz zobowiązania do wsparcia biedniejszych krajów w walce z globalnym ociepleniem.
Według traktatu kraje rozwinięte są zobowiązane do wspierania rozwoju technologicznego słabiej rozwiniętych krajów oraz studiów i projektów związanych z badaniem klimatu, zwłaszcza nad rozwojem alternatywnych źródeł pozyskiwania energii (energia wiatru, słońca lub nuklearna). Takie inwestycje o charakterze ekologicznym w uboższych krajach są o tyle korzystne dla wysoko rozwiniętych krajów, że pozwalają uzyskać prawo do dodatkowej emisji gazów. Obniżać limity można też przy pomocy programów masowego sadzenia lasów, które wchłaniając dwutlenek węgla, produkują tlen.

### Niespełnienie zobowiązań
Kraje, które po upływie 2012 roku będą wciąż emitowały więcej gazów cieplarnianych niż pozwalają im na to ich limity, będą musiały się wywiązać ze swoich zobowiązań w kolejnym okresie, a ich kwoty zostaną karnie obniżone o 30%. Jednakże za złamanie umowy nie grożą żadne konsekwencje finansowe, a raczej polubowne załatwienie sprawy w ramach mechanizmów łagodzących, takich jak handel emisyjny czy inwestycje w słabiej rozwiniętych krajach. Brak poważniejszych sankcji ekonomicznych i organów, które mogłyby je skutecznie egzekwować, stawia pod znakiem zapytania dostosowanie się niektórych krajów świata do postanowień Protokołu z Kioto.
„Mechanizmy łagodzące” dają poszczególnym sygnatariuszom porozumienia możliwość wypełnienia norm także w sytuacjach, w których państwa te nie są w stanie ich spełnić. Formy handlu emisjami:
- mechanizm klosza (ang. bubbles): maksymalny poziom emisji zanieczyszczeń (pułap emisyjny) jest przydzielany grupie zakładów tak, iż mogą one łącznie dokonywać najbardziej efektywnych kosztowo redukcji emisji (zakłady te mogą działać w ramach jednego przedsiębiorstwa)
- mechanizm kompensat (ang. offsets): zakłady chcące rozszerzyć skalę swojej działalności mogą dokonać inwestycji redukcyjnych w innych zakładach
- kredyty redukcji emisji (ang. emission reduction credits): zakłady o emisjach poniżej określonego progu (standardu) mogą otrzymywać kredyty redukcji i następnie sprzedawać je zakładom o emisjach powyżej progu
- limit i handel (ang. cap and trade): dla grupy zakładów lub sektorów ustalany jest wspólny limit emisji, a następnie uprawnienia do emisji w jego ramach rozdzielane są pomiędzy te zakłady lub sektory (emitentów zanieczyszczeń). Zakłady mogą wykorzystać uprawnienia, sprzedać je lub zachować na przyszłe okresy rozliczeniowe.

Ten ostatni mechanizm to, jak dotąd, najbardziej zaawansowana, skuteczna i efektywna ekonomicznie forma handlu emisjami, mająca najszersze zastosowania praktyczne.

### Droga do wejścia w życie
W lutym 2005 Protokół z Kioto został ratyfikowany przez 141 krajów, wytwarzających w sumie 61% światowej emisji gazów cieplarnianych. Samo podpisanie traktatu nie wystarcza, muszą go jeszcze ratyfikować władze narodowe. Aby umowa weszła w życie, musiała zostać spełniona zawarta w niej zasada „2 razy 55”: ratyfikacja przez minimum 55 krajów wytwarzających łącznie minimum 55% światowej emisji dwutlenku węgla. Porozumienie mogło wejść w życie dziewięćdziesiątego dnia po jego ratyfikowaniu przez ostatnie państwo, które przyczyniało się do spełnienia wymienionej zasady. Państwem, którego ratyfikacja przesądziła o wejściu układu w życie, była Rosja. Kraj ten długo zwlekał z obawy, że postanowienia traktatu zahamują rozwój gospodarki rosyjskiej; przeważył jednak argument o korzyściach z udziału w handlu emisjami.
Protokół z Kioto nie został dotychczas podpisany przez Andorę, Sudan Południowy i Watykan, a nie został ratyfikowany przez Stany Zjednoczone.

### Odstąpienie Kanady
13 grudnia 2011 kanadyjski minister ochrony środowiska, Peter Kent, poinformował o odstąpieniu swojego kraju od Protokołu z Kioto. Stronami umowy są obecnie 192 państwa.

## Międzynarodowe kontrowersje
Zwolennicy Protokołu z Kioto argumentują, że redukcja emisji dwutlenku węgla do atmosfery jest niezwykle istotna dla zapobiegania nadmiernemu ociepleniu klimatu oraz negatywnym skutkom ekonomicznym, na przykład powiększaniu się obszarów ubóstwa oraz zmniejszaniu się powierzchni terenów uprawnych. Do obrońców tego dokumentu należą Unia Europejska, organizacje ekologiczne, Organizacja Narodów Zjednoczonych, kraje Pacyfiku zagrożone zalaniem przez ocean wskutek globalnego ocieplenia oraz niektóre środowiska naukowe. Najbardziej znaczącym oponentem Protokołu z Kioto są Stany Zjednoczone. Obiekcje Amerykanów budzi wyjątkowo łagodne potraktowanie Chin – największego na świecie emitenta gazów cieplarnianych – które zostały niemal wyłączone z wymagań protokołu, będąc (obok Indii), krajem najszybciej zwiększającym emisję dwutlenku węgla.
Na szczycie klimatycznym w Kopenhadze w 2009 roku, który miał uzupełnić Protokół z Kioto konkretnymi zobowiązaniami do ograniczenia emisji, nie udało się doprowadzić do żadnych wiążących ustaleń i powszechnie uznano go za niepowodzenie zagrażające wypełnieniu zobowiązań z Kioto.

## Znaczenie
Treść tej sekcji może nie być zgodna z zasadami neutralnego punktu widzenia.
Dokładniejsze informacje o tym, co należy poprawić, być może znajdują się w dyskusji tej sekcji.
 Po wyeliminowaniu niedoskonałości należy usunąć szablon {{Dopracować}} z tej sekcji.
Protokół z Kioto może być uważany za pierwszy krok międzynarodowej społeczności do wspólnego sformalizowanego działania na rzecz ochrony środowiska. Mimo że wymaga wciąż jeszcze wielu korekt i uzgodnienia światowego konsensusu, to może on przyczynić się do przełamania mentalności światowych rządów w kwestii ochrony środowiska i do przedsięwzięcia bardziej zdecydowanych działań w przyszłości.
W praktyce skuteczność protokołu oceniana jest jako bliska zeru – Stany Zjednoczone, nie podlegając jego ograniczeniom, zredukowały emisję o 14 ton per capita, podczas gdy średnia redukcja dla 27 krajów Unii Europejskiej wyniosła 12 ton per capita (w stosunku do roku bazowego 1990). W tym samym czasie jednak emisja per capita wzrosła o 205 ton w Chinach i o 100 ton w Indiach. Ogółem emisja CO2 od roku bazowego wzrosła ok. 49%.

## Kwestie polskie
Polska była uczestnikiem Szczytu Ziemi w Rio de Janeiro w 1992 i jednym z państw, które przyjęły Ramową konwencję Narodów Zjednoczonych w sprawie zmian klimatu, mogła więc podpisać protokół z Kioto. W porównaniu z poziomem z roku 1988 – bazowego dla byłych krajów socjalistycznych – Polska ma obniżyć swoją emisję o 6%. Ponieważ z powodu zmiany struktury gospodarki narodowej w okresie transformacji emisja gazów i tak zmniejszyła się o 33% w latach 1988–2001, Polska miała możliwość zarobienia na handlu swoimi nadwyżkami. Komisja Europejska zdecydowała w marcu 2005, by ograniczyć limity przyznane wcześniej Polsce w krajowym planie rozdziału uprawnień na lata 2005–2007 (przyznawany przez KE limit dopuszczalnej emisji zanieczyszczeń jest elementem europejskiego systemu handlu emisjami). Komisja Europejska argumentuje swoją decyzję tym, że przyznanie Polsce nowych mniejszych limitów nie spowoduje ryzyka niespełnienia przez Polskę kryteriów z Kioto. Przyznanie jej natomiast zbyt wysokich limitów doprowadziłoby do masowej sprzedaży limitów przez polskie przedsiębiorstwa, co mogłoby doprowadzić do spadku ceny za tonę emisji dwutlenku węgla i w konsekwencji zniechęcałoby do proekologicznych inwestycji.